# Liste der Monuments historiques in Virelade
Die Liste der Monuments historiques in Virelade führt die Monuments historiques in der französischen Gemeinde Virelade auf.

## Liste der Bauwerke
| Bezeichnung | Beschreibung                      | Standort | Kennzeichnung | Schutzstatus | Datum | Bild           |
| ----------- | --------------------------------- | -------- | ------------- | ------------ | ----- | -------------- |
| Schloss     | Erbaut Mitte des 19. Jahrhunderts | (Lage)   | PA33000136    | Inscrit      | 2010  | weitere Bilder |